# (6473) Winkler
(6473) Winkler (1986 GM) – planetoida z grupy pasa głównego asteroid okrążająca Słońce w ciągu 4,41 lat w średniej odległości 2,69 j.a. Odkryta 9 kwietnia 1986 roku.